# General León Martínez MHD
General León Martínez MHD är en ort i Mexiko.   Den ligger i kommunen San Vicente Tancuayalab och delstaten San Luis Potosí, i den sydöstra delen av landet, 270 km norr om huvudstaden Mexico City. General León Martínez MHD ligger 36 meter över havet och antalet invånare är 354.
Terrängen runt General León Martínez MHD är platt. Runt General León Martínez MHD är det ganska glesbefolkat, med 34 invånare per kvadratkilometer. Närmaste större samhälle är El Higo, 4,6 km sydost om General León Martínez MHD. Trakten runt General León Martínez MHD består till största delen av jordbruksmark.